# Lucien Bia
Lucien Bia (né à Liège le 2 décembre 1852 et décédé à Tenke le 30 août 1892) est un officier belge et un explorateur du Congo. Il est surtout connu pour la mission Bia-Francqui qui a découvert les richesses minières du Katanga.

## Biographie
Lucien Bia, né à Liège le 2 décembre 1852, est le fils de Joseph Bia, négociant, et de Marie Joséphine Pasquet. Il épouse, le 7 novembre 1876, Émilie Brongniart, d'origine française, qu'il perd en 1877 en couches. 
Il s'engage dans l'armée belge en 1870. Il devient lieutenant de cavalerie au 2e régiment des Guides. En 1887, il s'engage au service de l'État Indépendant du Congo. Il est d'abord affecté à la brigade topographique au Bas-Congo et, en 1888, devient l'adjoint du capitaine Guillaume Van Kerchoven dans le territoire des Bangala. Il seconde ensuite les capitaines Francis Dhanis et Pierre Ponthier, dans leur mission d'occupation de la rive droite du fleuve Congo à Upoto, à Umangi et à Yambinga. Il est ensuite envoyé en mission d'information aux Stanley Falls, auprès du chef esclavagiste Tippo-Tip.  
En mai 1890, il rentre en Belgique. En 1891, le capitaine Bia se voit confier une mission au Katanga pour le compte de la Compagnie du Katanga en accord avec le roi Léopold II. Des rapports font état de la présence éventuelle d'or et de cuivre dans cette province exploités par le chef M'Siri de la tribu des Bayeke. Les frontières de ce territoire ne sont par ailleurs pas clairement établies et n'ont pas encore été cartographiées. À partir de mai 1891, Lucien Bia dirige l'expédition dont le but est de rétablir l’ordre dans le pays, d’assurer le maintien des frontières et de vérifier l'existence d'éventuelles gisements d'or et de cuivre sur le territoire de la peuplade Bayeke. Il a comme adjoints le lieutenant Émile Francqui, le lieutenant Derscheid, le géologue Jules Cornet, le docteur Amerlinck et le sergent Spellier. La caravane, comprenant 450 indigènes, s'ébranle le 17 novembre, traverse le Lomami, arrive au Lualaba le 9 janvier 1892. Bia et Cornet explorent alors le lac Kabele, que l'explorateur anglais Verney Lovett Cameron avait signalé. L'expédition franchit ensuite une forte crête rocheuse (les Monts Bia), traverse le plateau de la Manika et pénètre dans le territoire du chef Bayeke M'Siri, où elle est attaquée à plusieurs reprises par les tribus révoltées qui se figurent qu'elle vient au secours des Bayeke. Avec Francqui, Bia reconnaît la frontière orientale, se rend d'abord au lac Moero, puis remonte tout le cours du Luapula, faisant reconnaître partout le drapeau de l'État indépendant du Congo. Avec l'aide de Jules Cornet, géologue, ils découvrent de grands gisements de cuivre qui feront la richesse du Congo. 
Partis de Moero le 25 avril, Bia et Francqui arrivent à Tenke le 4 août et y retrouvent les autres membres de l'expédition, ainsi que le missionnaire Crawford. Bia malade du foie et épuisé par son voyage décède le 30 août 1892 à Tenke. 
Sous la direction de Francqui, l'expédition explore par la suite le Lualaba depuis sa source et rentre à Lusambo le 11 janvier 1893. Grâce à l'exploration de l'expédition Bia-Francqui, le Katanga a fait l'objet d'une exploration scientifique majeure et les frontières orientales de l'État indépendant du Congo ont été clairement identifiées. 

## Hommages
Le nom de « Monts Bia » a été donné à la crête rocheuse que son expédition avait traversé à l'est du Lualaba.  
Un minéral du Katanga, la bialite, lui a été dédié. 